# 김동현 (1950년)
김동현(1950년 6월 10일 ~ )은 대한민국의 배우이다.

## 생애
- 1970년 연극배우로 첫 데뷔하였고 1974년 1월 뮤지컬 데뷔 하였고 1975년 MBC 문화방송 7기 공채 탤런트로 정식 데뷔하였다.
- 송기윤과 전인택과 데뷔 했다.

## 출연작

### 드라마
- 2015년 《위대한 조강지처》 - 유대감 역
- 2015년 《내마음 반짝반짝》 - 차석남 역
- 2012년 《사랑했나봐》 - 주명철 역
- 2011년 《위대한 선물》 - 김정민 역
- 2011년~2012년 《광개토태왕》 - 모용수 역
- 2010년 《엄마도 예쁘다》 - 홍규탁 역
- 2009년 《친구, 우리들의 전설》 - 이재우 역
- 2008년~2009년 《아내의 유혹》 - 정하조 역
- 2007년 《미워도 좋아》 - 강대수 역
- 2006년~2007년 《대조영》 - 이진충 역
- 2006년 《서울 1945》 - 장택상 역
- 2004년~2005년 《불멸의 이순신》 - 방진 역
- 2003년~2004년 《무인시대》 - 이준의 역
- 1996년 《슈팅》 - 전 국가대표 축구선수, 청동대학교 축구부 감독 김인 역
- 1996년 《덕혜》 - 한창수 역
- 1996년 《조광조》 - 홍경주 역
- 1996년 《1.5》 - 유진의 아버지 역
- 1995년 《코리아 게이트》 - 육군 수도경비사령관 장태완 역
- 1995년 《바람의 아들》
- 1993년 《일지매》 - 허균 역
- 1993년 《제3공화국》 - 김재규 역
- 1992년~1993년 《모래위의 욕망》
- 1991년~1992년 《여명의 눈동자》 - 장경림 역
- 1991년 《이별의 시작》
- 1990년 《조선왕조 오백년 - 대원군》 - 김옥균 역
- 1990년~1991년 《나의 어머니》
- 1990년 《김형사 강형사》
- 1989년~1990년 《제2공화국》 - 장도영 역
- 1988년~1989년 《조선왕조 오백년 - 한중록》 - 홍국영 역
- 1988년~1989년 《내일 잊으리》
- 1988년 《조선왕조 오백년 - 인현왕후》 - 김석주 역
- 1984년 《애처일기》
- 1983년 《3840 유격대》
- 1983년 《조선왕조 오백년 - 뿌리깊은 나무》 - 이종무 역
- 1981년~1982년 《제1공화국》 - 김형륙 역
- 1981년 《새아씨》
- 1981년 《가장 긴 여름》
- 1980년 《청춘의 초상》
- 1979년 《당신은 누구시길래》
- 1979년 《하얀 민들레》
- 1977년 《왜 그러지》

### 영화
- 2011년 《티끌 모아 로맨스》
- 1995년 《아빠는 보디가드》
- 1994년 《증발》
- 1993년 《뜨거운 비》, 《백백교》
- 1991년 《유혹의 강》, 《매혹》
- 1990년 《장군의 아들》, 《동경 아리랑》
- 1989년 《일본대부》
- 1988년 《사랑의 낙서》
- 1987년 《나는 다시 살고 싶다》, 《서울의 탱고》, 《너와 나의 비밀일기》, 《서울은 여자를 좋아해》, 《삿뽀로 밤사냥》
- 1986년 《밤의 요정》, 《탐정 큐》, 《오사까대부》, 《날개달린 녀석들》, 《차라리 불덩이가 되리》, 《가까이 더 가까이》
- 1985년 《서울에서 마지막 탱고》, 《깊은숲속 옹달샘》
- 1984년 《사랑의 찬가》, 《이혼법정》, 《추적》, 《사약》, 《바보스러운 여자》, 《여자는 비처럼 남자를 적신다》
- 1983년 《사랑만들기》, 《바람 바람 바람》, 《당신은 나쁜 사람》, 《인생극장》, 《땜장이 아내》, 《0시의 호텔》, 《오마담의 외출》
- 1982년 《여자와 비》, 《숲속의 바보》, 《겨울 사냥》, 《영자의 전성시대》, 《최인호의 야색》, 《겨울로 가는 마차》
- 1981년 《별들의 고향3》, 《메아리》
- 1980년 《멋대로 해라》
- 1979년 《정조》, 《황토기》
- 1978년 《마지막 겨울》

## CF활동
- 1984년 ~ 1985년 삼진제약 게보린 (Feat. 김영란)
- 1987년 ~ 1988년 일동후디스 (잼잼, 아기밀-F) (Feat. 최란)
- 1991년 LG의약품 럭키제약 (복합 씨피엑스)
- 1995년 보령제약 겔포스엠

## 가족 관계
- 전 배우자 : 혜은이(김승주) (1954년 9월 15일 ~ ) - 1990년 결혼, 2019년 7월 이혼
- 자녀 : 슬하 1남 1녀